# Francisco de Torres Daza
Francisco de Torres Daza (Sevilla, 1880-Madrid, 1958) fue un comediógrafo, empresario teatral y periodista español.

## Biografía
Habría nacido el 8 de agosto de 1880 en Sevilla. Fue comediógrafo, empresario teatral y periodista. Torres Daza, que mantuvo amistad con Francisco de Cossío, falleció el 7 de septiembre de 1958 en Madrid y fue enterrado en el cementerio de la Almudena. Había contraído matrimonio con María de la Concepción de Rada.
Existen referencias a un «Francisco de Torres y Olmedo», al que Francisco Cuenca Benet y Mario Méndez Bejarano hacen también nacido en Sevilla en 1880. Según Francisco Cuenca Benet y la Biblioteca Nacional de España se trataría de dos personas distintas.